# Distretto di Püspökladány
Il distretto di Püspökladány (in ungherese Püspökladányi járás) è un distretto dell'Ungheria, situato nella provincia di Hajdú-Bihar.